# 角田ともみ
角田 ともみ（つのだ ともみ、1977年9月22日 - ）は、日本のタレント、女優。所属事務所はスペースクラフト。2001年に角田智美から改名。神奈川県出身。現在は東京都在住。

## 来歴・人物
1993年4月にスタートしたNHK総合テレビの音楽番組・ポップジャムでポップジャムガールズを務めた。1994年、ユニチカ水着キャンペーンモデルに選ばれる。
テレビドラマや映画で女優として、ファッション誌JJなどでモデルとして活躍。週刊ヤングサンデーなどでグラビアも飾った。CM出演も多く、2002年から2003年にはワコール・ウイングのイメージガールをつとめ、手ブラCMで話題となる。
外国での生活経験はないが、高校まではインターナショナル・スクールで学び、大学は上智大学比較文化学部卒業のため、英語が特技。2004年のネスレ・エアロのCMでは、流暢な英語を披露した。
2006年10月号より、ファッション誌VERYにモデルとして登場している。
夫（2005年3月3日入籍）と息子（2011年9月10日出産）の3人家族である。

## 主な出演作品

### テレビドラマ
- ハートにS「リメンバー」（1995年、フジテレビ） - 主演
- ガールズplus1（1996年、フジテレビ）
- ナニワ金融道2（1996年、フジテレビ）
- ギフト（1997年、フジテレビ）
- きらきらひかる（1998年、フジテレビ）
- Shin-D「アオゾラマージャン」（1999年、日本テレビ）
- 新・お水の花道（2001年、フジテレビ）
- 早乙女タイフーン（2001年、テレビ朝日）
- 演技者。「REDRUM」（2002年、フジテレビ）

### 映画
- 黒い家（1999年）
- GO-CON!（2000年）
- 模倣犯（2002年）
- Jam Films/Cold Sleep（2002年） - 主演
- 海猫（2004年）

### CM
- 福武書店 進研ゼミ中3受験コース（1993年）
- ECC（1994年）
- 日本旅行赤い風船（1994年）
- エルセーヌ（1997年）
- マンダムアクアコロン（1998年）
- サントリー ザ・カクテルバー ジンバック（1998年）
- 東芝アレグレット（1998年）
- 味の素 クノール北海道ポタージュ（1998年）
- 小学館 Telepal（1998年）
- 花王 エッセンシャル ビューティーケア（1999年）
- NTTドコモ九州 エクシーレ（2000年）
- エニックス ドラゴンクエストIV 導かれし者たち（2001年）
- ワコール／ウイング ナチュラルアップブラ他（2002 - 2003年）
- ネスレ日本 エアロ（2004年）

### 写真集
- 少女革命（1994年、幻冬舎）オムニバス写真集
- SaRuパラ 角田智美（1997年、小学館）

### ゲームソフト
- プレイステーション「EPSシリーズVol.3 角田智美Come and Kiss me」（1996年、アンティノスレコード）